# Persone di cognome Poli
| Questa pagina contiene informazioni ricavate automaticamente dalle voci biografiche con l'ausilio del template Bio e di un bot. L'aggiornamento è periodico e automatico e ricostruisce completamente la pagina. Se manca una persona in questa lista, sei pregato di non aggiungerla, ma accertati piuttosto che la sua voce biografica contenga il template Bio e che i dati anagrafici siano correttamente compilati. Se il template Bio manca, inseriscilo tu stesso o, in alternativa, metti l'avviso {{tmp\|Bio}} che ne segnala la mancanza. Se i dati riportati sono sbagliati, correggi direttamente la voce biografica; le modifiche saranno visibili in questa lista entro pochi giorni. Per chiarimenti vedi il progetto biografie. La lista contiene solo le 47 persone che sono citate nell'enciclopedia e per le quali è stato implementato correttamente il template Bio. Pagina aggiornata al 22 ott 2022. |

Questa è una lista di persone presenti nell'enciclopedia che hanno il cognome Poli, suddivise per attività principale.

## Artigiani(1)
- Sylvester Zefferino Poli, artigiano, impresario teatrale e imprenditore italiano (Bolognana, n.1858 - New Haven, † 1937)

## Attivisti(1)
- Jean-Marie Poli, attivista e politico francese (Argiusta-Moriccio, n.1957 - Moca-Croce, † 2017)

## Attori(4)
- Lucia Poli, attrice italiana (Firenze, n.1940)
- Maurice Poli, attore cinematografico francese (Zarzis, n.1933 - Roma, † 2020)
- Mimmo Poli, attore italiano (Roma, n.1920 - Roma, † 1986)
- Paolo Poli, attore, regista teatrale e cantante italiano (Firenze, n.1929 - Roma, † 2016)

## Baritoni(1)
- Afro Poli, baritono italiano (Pisa, n.1902 - Roma, † 1988)

## Calciatori(9)
- Albert Poli, calciatore italiano (Colzate, n.1945 - Dinard, † 2008)
- Andrea Poli, calciatore italiano (Vittorio Veneto, n.1989)
- Andrea Poli, calciatore italiano (Sesto Cremonese, n.1901 - Milano, † 1987)
- Bernardo Poli, calciatore italiano (San Giovanni Lupatoto, n.1915 - Milano, † 1944)
- Cesare Poli, ex calciatore italiano (Breganze, n.1945)
- Fabio Poli, ex calciatore italiano (San Benedetto Val di Sambro, n.1962)
- Fabrizio Poli, calciatore italiano (Bordighera, n.1989)
- Luigi Poli, calciatore italiano (San Michele Extra, n.1930 - Verona, † 2016)
- Maurizio Poli, ex calciatore italiano (Pisa, n.1964)
- Riccardo Poli, calciatore italiano (Borgo Val di Taro, n.1910)

## Canottieri(1)
- Piero Poli, ex canottiere e medico italiano (Cairo Montenotte, n.1960)

## Cardinali(2)
- Fausto Poli, cardinale e arcivescovo cattolico italiano (Usigni, n.1581 - Orvieto, † 1653)
- Mario Aurelio Poli, cardinale e arcivescovo cattolico argentino (Buenos Aires, n.1947)

## Ciclisti su strada(2)
- Eros Poli, ex ciclista su strada e dirigente sportivo italiano (Isola della Scala, n.1963)
- Umberto Poli, ciclista su strada italiano (Bovolone, n.1996)

## Conduttori radiofonici(1)
- Cinzia Poli, conduttrice radiofonica e disegnatrice italiana (Milano, n.1970)

## Danzatori(1)
- Nives Poli, ballerina, coreografa e regista teatrale italiana (Isola d'Istria, n.1915 - Firenze, † 1999)

## Designer(1)
- Franco Poli, designer, professore universitario e artista italiano (Padova, n.1950)

## Dirigenti d'azienda(1)
- Roberto Poli, dirigente d'azienda e accademico italiano (Pistoia, n.1938)

## Dirigenti sportivi(2)
- Fabio Poli, dirigente sportivo, allenatore di calcio e ex calciatore italiano (San Benedetto Val di Sambro, n.1962)
- Giosuè Poli, dirigente sportivo, giornalista e atleta italiano (Molfetta, n.1903 - Bari, † 1969)

## Disegnatori(1)
- Flavio Poli, disegnatore, ceramista e pittore italiano (Chioggia, n.1900 - Venezia, † 1984)

## Filosofi(1)
- Baldassarre Poli, filosofo e accademico italiano (Cremona, n.1795 - Milano, † 1883)

## Fisici(1)
- Giuseppe Saverio Poli, fisico, naturalista e militare italiano (Molfetta, n.1746 - Napoli, † 1825)

## Fumettisti(1)
- Alessandro Poli, fumettista italiano (Bologna, n.1965)

## Generali(1)
- Luigi Poli, generale e politico italiano (Torino, n.1923 - Firenze, † 2013)

## Giornalisti(1)
- Gabriella Poli, giornalista italiana (Torino, n.1920 - Torino, † 2012)

## Maratoneti(1)
- Gianni Poli, ex maratoneta italiano (Lumezzane, n.1957)

## Militari(2)
- Guido Poli, militare italiano (Mattarello, n.1894 - Monte Ortigara, † 1917)
- Lido Poli, militare e aviatore italiano (Seravezza, n.1918 - Forte dei Marmi, † 1993)

## Pittori(2)
- Ebe Poli, pittrice italiana (San Giovanni Lupatoto, n.1901 - Verona, † 1993)
- Giuseppe Poli, pittore italiano (Bondo - Bergamo)

## Poeti(2)
- Angiolo Poli, poeta italiano (Villa Bartolomea, n.1903 - Verona, † 1941)
- Umberto Saba, poeta, scrittore e aforista italiano (Trieste, n.1883 - Gorizia, † 1957)

## Politici(2)
- Enzo Poli, politico italiano (Lucca, n.1913 - Roma, † 1975)
- Nedo Lorenzo Poli, politico italiano (Coreglia Antelminelli, n.1948 - Coreglia Antelminelli, † 2021)

## Registi teatrali(1)
- Giovanni Poli, regista teatrale italiano (Crosara di Marostica, n.1917 - Venezia, † 1979)

## Scultori(1)
- Giuseppe Poli, scultore italiano (Verona, n.1817)

## Soprani(1)
- Liliana Poli, soprano italiano (Firenze, n.1928 - Firenze, † 2015)

## Storici dell'arte(1)
- Francesco Poli, storico dell'arte e accademico italiano (Torino, n.1949)

## Tenori(1)
- Antonio Poli, tenore italiano (Viterbo, n.1986)